# John Clarke (Segler)
Alan John Clarke (* 19. Oktober 1934 in Hove, Vereinigtes Königreich; † 22. Mai 2022 in Aurora, Ontario) war ein kanadischer Regattasegler.

## Werdegang
John Clarke gewann bei den Panamerikanischen Spielen 1967 die Bronzemedaille mit dem Finn-Dinghy. Bei den Olympischen Spielen 1972 in München belegte er in der Finn Dinghy-Regatta in Kiel den 20. Platz.
Von Beruf war Clarke Zahnarzt. Er hatte zwei Töchter Philippa und Felicity sowie einen Sohn Richard, welcher ebenfalls als Segler an mehreren Olympischen Spielen teilnahm.